# Ашрафханов, Бахром Баходырович
Бахро́м Боходи́рович Ашрафха́нов (узб. Baxrom Bohodirovich Ashrafxanov; род. 16 марта 1969 года, Ташкент, Узбекская ССР, СССР) — узбекский экономист и дипломат.

## Биография
Бахром Ашрафханов родился 16 марта 1969 года.
В 1990 году окончил Ташкентский политехнический институт. В 1993 году окончил Ташкентский государственный экономический университет. В 1994 году окончил Кентуккийский университет.
Владеет русским и английским языками.
С 1994 по 2000 год являлся главой представительства «AIG Trading Group» (США) и генеральным директором страховой компании AIG Insurance.
В 2000—2016 годах работал на руководящих должностях в Министерстве финансов Узбекистана (заместитель министра, начальник казначейства).
С 24 февраля 2016 по 14 сентября 2018 года являлся чрезвычайным и полномочным послом Узбекистана в Российской Федерации. Одновременно являлся послом Узбекистана в Белоруссии.
С 12 сентября 2018 года являлся исполняющим обязанности председателя правления «Узбекнефтегаз».
С февраля по сентябрь 2019 года являлся заместителем министра финансов Узбекистана по социальным вопросам.
С 18 сентября 2019 до 30 марта 2020 года являлся исполнительным директором Внебюджетного пенсионного фонда при Министерстве финансов Узбекистана.
Посол Узбекистана в Азербайджане с 14 апреля 2020 года. Одновременно является послом Узбекистана в Грузии (с 6 сентября 2021).